# 邦尼·巴斯勒
邦尼·林恩·巴斯勒（英語：Bonnie Lynn Bassler，1962年—），美国分子生物学家。自1994年以来任普林斯顿大学教授。

## 生平
巴斯勒出生于芝加哥，并在加利福尼亚州丹维尔长大，在约翰斯·霍普金斯大学的生物化学博士学位。她做出有关细菌交流机制的关键发现，被称为群体感应。 2002年，她被授予麦克阿瑟奖。2006年当选为美国国家科学院院士。